# José Porfírio de Miranda de la Parra
José Porfírio de Miranda de la Parra (Monterrei 15 de setembro de 1924 - Cidade do México, 9 de outubro de 2001) foi teólogo e filósofo mexicano, autor de obras como: "Marx e a Bíblia" e "Hegel tinha razão". Faleceu devido a um câncer de pulmão.

## Primeiros anos
Seu primeiro nome (José) é o mesmo de seu pai, seu segundo nome (Porfírio) decorre do fato de que no dia de seu nascimento se comemora o dia de São Porfírio.
Filho primogênito de José González Arce Miranda Quentin e de Maria Eugênia de la Parra Irigoyen. Quando Porfírio nasceu, seu pai era um gerente de um agência bancária em Monterrei. Quando o banco faliu, a família enfrentou dificuldades financeiras. Esse período também foi marcado por perseguições religiosas.
Em 1926, a família retornou à Cidade do México, onde o pai de Porfírio conseguiu um emprego no Banco Nacional do México, instituição na qual trabalhou pelo resto de sua vida. Nos anos seguintes nasceram seus dois irmãos e suas cinco irmãs.
Em 1934, a família se mudou para Torreón, onde seu pai foi designado como gerente da agência bancária.
Em 1937, depois que Porfírio concluiu os estudos primários, os três irmãos foram enviados para prosseguir estudos em um colégio interno dos jesuítas em Puebla (Instituto Oriente de Puebla).
Em 1939, foi inaugurada uma escola secundária em Gómez Palacio, cidade adjacente à Torreón, o Instituto Francés de la Laguna, da congregação lassaliana, o que permitiu que os três irmãos continuassem os estudos morando na casa dos pais   .

## Como Jesuíta
Em 1940, Porfírio retornou à Cidade do México, para estudar, como noviço, no Colégio apostólico da Companhia de Jesus em Tacubaya.
Em 1941, devido à perseguição religiosa, o noviciado mudou-se El Paso (Texas) (Isleta High School), onde Porfírio prosseguiu seus estudos. Foi nessa época que se apaixonou pela música clássica, especialmente, pela obra de Johannes Brahms, paixão que duraria por toda a sua vida.
Naquela época também despertou sua paixão pela filosofia, em conjunto com um profundo fervor religioso. Surgem diversas controvérsias com os professores, que queriam meros ouvintes de seus discursos filosóficos, e não pensadores independentes.
Em 1950, depois de completar seus estudos em filosofia, ele começou a ensinar no Instituto de Ciências Guadalajara, uma instituição dirigida pelos jesuítas.
Em 17 de outubro de 1953, por ocasião do falecimento de seu pai, e ele declarou seu propósito em  estender eficazmente o Reino de Cristo. Nessa época estava estudando teologia no Pontifício Instituto Bíblico da Universidade Gregoriana. Nesse ano também se propôs a escrever sobre Kant e a existência de Deus.
Em 1954, começou escrever caderninhos que chama de "ocorrências" que são meditações associadas a ocorrências do dia a dia, reflexões pessoais ou comentários sobre leituras realizadas que tem como foco a conduta do Reino de Jesus, o reino de justiça e de amor, sua construção e os obstáculos à sua realização.
Entre 1955 e 1956, ele continuou seus estudos de teologia em Frankfurt na Faculdade de Filosofia e Teologia São George (Philosophisch-Theologische Hochschule Sankt Georgen).
Foi ordenado como sacerdote no dia 31 de julho (dia de Santo Inácio de Loyola) de 1956, em Azpeitia norte da Espanha. 
Em seu retorno ao México, ficou descontente com o conformismo da Companhia de Jesus naquele país.
Entre 1959 e 1960, retornou à Europa para estudar economia na Universidade de Muenster, em Munique (Alemanha). Na época, tinha admiração especial por Von Oswald Melbroing assessor econômico de Konrad Adenauer. Nessa época é influenciado por pensadores como Wolf Erich Kellner, Karl Rahner, Jacques Maritain, Ernest Bloch, Roger Garaudy e Herbert Marcuse, além disso faz um profundo estudo das obras completas de Karl Marx, em seu texto original no alemão do século XIX.
De volta ao México, passou a trabalhar na Faculdade de Gestão e Negócios do Instituto Tecnológico de Estudios Superiores de Occidente (ITESO) em Guadalajara. Nessa época foi nomeado como assessor eclesiástico dos centros patronais. Depois de alguns desentendimentos com empresários, por fazer questionamentos em favor dos trabalhadores, começou a organizar os trabalhadores daquela cidade, de acordo com lições da Encíclica "Rerum Novarum". Essa atividade gerou conflitos que o forçaram a sair da cidade.
Tal atitude trouxe problemas para Porfírio, ao ponto de que nenhum lugar na Província Jesuíta do México queria recebê-lo, devido à sua opção preferencial pelos pobres, numa época anterior à Conferência Geral do Episcopado Latino-Americano (Celam), realizada em Medelín em 1968.
Após o impasse, foi mandado para Chihuahua, onde ensinou ética e filosofia, buscando motivar os alunos a buscar um compromisso com a justiça social entre 1961 e 1964. Nessa época apoiou as lutas dos trabalhadores da "Frente Autentico del Trabajo" naquela cidade e influenciou jovens que estavam dano início ao "Movimiento Social Demócrata Cristiano". Por outro lado, o Bispo de Chihuahua reprovou suas atividades e ordenou que se retirasse da cidade em 24 horas.
Depois disso passou um período "exilado" na casa de sua mãe em Torreón. Em junho de 1965, publicou seu primeiro livro: "Fome e Sede de Justiça", inspirado em (Mateus 5:6), que versa sobre a realidade sócio-econômica do México junto a uma exposição sobre a Doutrina Social da Igreja.
Foi novamente enviado para a Europa para obter doutorado em teologia no Pontifício Instituto Bíblico de Roma. Estes estudos resultaram numa tese denominada: "Marx e a Bíblia" , apresentada em 1968, que sustentou que as ideais de Marx sobre a justiça social têm origem judaico-cristã, gerou muita controvérsia e não foi aprovada por seus superiores. 
Sua estadia em Roma, permitiu que ele tivesse influência sobre o corpo diretor da Companhia de Jesus, e isso contribuiu para que a reunião de com os superiores das províncias jesuítas da América Latina, realizada em Lima, em julho de 1966, decidisse pela fundação do "Centro de Investigação e Ação Social na América Latina". Porfírio participou da referida reunião, juntamente com dois outros representantes de Pedro Arrupe, Superior-Geral dos jesuítas. Em suas intervenções propôs que os jesuítas adotassem uma posição oficial como um resposta aos problemas sociais na América Latina, que resultou em um documento encaminhado à Pedro Arrupe.
Pedro Arrupe, respondeu ao pedido dos provinciais latino americanos, por meio de uma Carta em dezembro de 1966. Arrupe teria contado, ainda que de modo indireto, com a ajuda de Porfírio na elaboração deste documento. Essa Carta foi uma precursora do documento aprovado na Celam, realizada em Medelín em 1968, que declarou a "Opção Preferencial pelos Pobres".
Em 1969, devido à rejeição de "Marx e a Bíblia", apresentou uma nova tese de doutorado em teologia, denominada: "El Ser y el Mesías, um estudo exegético sobre os escritos de São João Evangelista, que foi aprovada. Regressou ao México, e passou a ensinar no Instituto de Filosofia e Ciências dirigido pelos jesuítas em San Ángel.
Em 1971, como o apoio do Bispo Samuel Ruiz da Diocese de San Cristóbal de las Casas (Chiapas), publicou "Cambio de estructuras", que contém reflexões sobre as relações entre a exigência evangélica e as categorias sociológicas de Marx  .

### Um Deus preocupado com a justiça social
Porfírio inspirou-se nas tradições legais e proféticas de Israel, com base em trabalhos de exegetas do Antigo Testamento como Gerhard Johannes Botterweck, Rydulph, Arthur Hertzberg e Kraus, para associar Deus com a compaixão, a bondade, o direito e com o dever de fazer justiça eficaz a todos os pobres e necessitados da terra (Cf. Jeremias 22:13–16).
Nesse sentido, também se apoiava nos ensinamentos de Paulo de Tarso que, cf. Romanos 1:18, teria identificado o pecado estrutural alicerçado na injustiça também estrutural como negação da fé
Porfírio também sustentava que a ideia do Deus criador de todas as coisas teria importância secundária na teologia hebraica, pois não estaria presente na descrição que Javé fez de si mesmo. A ideia de um Deus criador seria apresentada no início da Bíblia por razões cronológicas e não pela importância desse aspecto da divindade. Trata-se de uma ideia que teria surgido fora da tradição hebraica. O Javé da tradição hebraica seria um Deus que intervém na história para corrigir seu rumo, sendo apresentado dos Capítulos 4 e 18 do Livro do Êxodo, simplesmente como o "Deus do Êxodo" (Êxodo 4: e Êxodo 18:).
Jesus teria tomado partido pelo pobres, cf. Lucas 6:20–25.

## Como leigo
Em 25 de dezembro de 1971, decidiu se desligar Companhia de Jesus e a condição de sacerdote.
Em 1972, trabalhou, por pouco tempo, em um projeto de alfabetização em Zihuatanejo e mudou-se para Nezahualcoyotl, nesse ano foi publicado: "Marx y la Biblia".
Em 1973, foi publicado "El Ser y el Mesías" e "Marx no México", nesse ano começou a ensinar Filosofia do Direito na Faculdade de Direito da Universidade Nacional Autônoma do México, com uma postura crítica ao positivismo jurídico, que o levou a publicar "Apelo à Razão. Ciência e teoria crítica do positivismo" em 1983.
Em 1974, começa filosofia a ensinar na recentemente fundada Universidad Autónoma Metropolitana, nesse ano começou a ter contato com as ideias de Thomas Kunh.
Em 1978, publicou "El Cristianismo de Marx".
Em 1979, se casou com Maria Adela Oliveros Maqueo.
Em 1981, publicou "O comunismo na Bíblia" sua última obra de caráter teológico.
Em 1988, publicou "Hegel Tenía Razón", depois reeditado como a "La Revolución de la Razón". Nessa obra demonstrou que a tradição filosófica de Platão, Aristóteles, Descartes, Hume, Kant e Hegel teria fornecido teses de importância crucial para a humanidade, que resistiriam ao positivismo e ao ceticismo. Essa obra era contrária à crença na origem empírica dos conceitos, que Locke e seu seguidores herdaram dos escolásticos.
Entre 1991, começa a estudar as ideias de Hosle Vittorio.
Em 1993, publicou "La Farsa Llamada Escepticismo", "Indigenismo Contra Derechos Humanos" e "¿Qué hacer ante la modernidad?".
Em 1995, foi declarado como "Profesor Distinguido" do campus Iztapalapa da "Universidad Autónoma Metropolitana" (UAM).
Em 1996, publicou "Racionalidad y Democracia", que é considerada a síntese de toda a sua obra, na qual sustentou que o materialismo e o ceticismo são os principais inimigos da democracia, além disso fez críticas à John Rawls e sustentou que somente o conceito cristão de justiça poderia nos ajudar a resolver os problemas do mundo atual.
Em 1999, publicou "Antropología e indigenismo".
Em 2000, publicou diversos artigos criticando a educação laica  .

## Livros publicados
- "Hambre y sed de justicia" (1965).
- "Cambio de estructura (Inmoralidad de la moral occidental)" (1971) (posteriormente publicado também em alemão).
- "Marx en México" (1972).
- "Marx y la Biblia. Crítica a la filosofía de la opresión" (1973) (posteriormente publicado em inglês).
- "El cristianismo de Marx" (1978) (posteriormente publicado em inglês).
- "Comunismo en la Biblia" (1981) (posteriormente publicado em inglês e em filipino).
- "Apelo a la razón. Teoría de la ciencia y crítica del positivismo" (1983).
- "Hegel tenía razón" (1989).
- "Racionalidad y democracia" (1996).
- "Antropología e indigenismo" (1999)[1].